# 테밍크삼지창박쥐
테밍크삼지창박쥐(Aselliscus tricuspidatus)는 잎코박쥐과에 속하는 박쥐의 일종이다. 인도네시아와 파푸아뉴기니, 솔로몬 제도 그리고 바누아투에서 발견된다.